# Музыкоград (Париж)
Город музыки, Музыкоград (фр. Cité de la musique), называемый также Второй Филармонией (фр. Philharmonie 2) — общественно-коммерческое предприятие, руководимое Министерством культуры Франции, объединяющее сразу несколько музыкальных учреждений. Расположен в квартале Ла Вилетт 19-го округа Парижа. Проект архитектора Кристиана де Порзампара, торжественно открытый в 1995 году.
Парижский Город музыки включает:
- амфитеатр;
- концертный зал на 800 мест;
- музей музыки со значительной коллекцией музыкальных инструментов, по большей части датированных XV—XX веками;
- медиатеку;
- выставочный зал.

С 2015 года в «Город музыки» входит комплекс концертных залов «Парижская филармония», также расположенный в 19-м округе.